# Bornstedt, Mansfeld-Südharz
Bornstedt là một đô thị thuộc huyện Mansfeld-Südharz, Sachsen-Anhalt, Đức. Đô thị Bornstedt, Mansfeld-Südharz có diện tích 9,3 km², dân số thời điểm ngày 31 tháng 12 năm 2006 là 945 người.